# Forskningsstation Bolmen
Forskningsstation Bolmen  studerar miljöövervakning, fiske- och fiskevård, projekt för vattenvård och effekter av klimatförändringar på sjöekosystem. Den är lokaliserad till Tiraholm i Hylte kommun i västra Bolmen.
Stationen ingår i ett nationellt nätverk av fältstationer, SITES, och är tillgänglig för universitet och högskolor. 
Sydvatten  är huvudman för anläggningen, medan Sweden Water Research ansvarar för vetenskapliga verksamheten med de två huvudmännen Lunds universitets biologiska institution och Högskolan i Halmstad.